# 喜塔腊氏
喜塔腊氏（穆麟德轉寫：Hitara hala），早期作奚滩氏，是满族姓氏，位列民间版本的满族八大姓之一。其可考始祖为昂果都理巴颜，大约为明朝中期人。明末清初之际，喜塔腊氏分布于尼雅满山、蜚悠、长白山、董鄂等地，于后金崛起之际先后归附。因清太祖努尔哈赤生母宣皇后额穆齐出自该氏，所以在清朝时期有“舅氏子孙”、“老娘家”等称呼。军机大臣来保、道光帝之母孝淑睿皇后等也出自该家族，以孝淑睿皇后之父、三等承恩公和尔经额一脉最为显赫。清廷在福陵为留守此地未入关的昂果都理巴颜长子都里金四世孙之裔设有专缺，东巡时还有单独召见、赏赐等待遇。民国以后，各支系主要以赵、图、祝、文、齐、孙、希、奚、喜、线、祁、刘等为汉姓。

## 清代主要世家

### 昂果都理巴颜家族
喜塔腊氏始祖名昂果都理巴颜，世居尼雅满山，有子七人，依次为都里金、那奇布、武特嘉、喜特库、萨璧图、恩都理、叶成额。都里金曾孙为阿古都督，即努尔哈赤生母宣皇后之父。正白旗库理为阿古都督堂弟之孙，历任户部侍郎，因善于招抚授为骑都尉，入关时加一云骑尉，因考绩与恩诏加至一等轻车都尉兼一云骑尉，其从子阿柱承袭时因无宣力而停袭；库理堂弟硕岱任副都统、议政大臣，征山东、云南、贵州、厄鲁特噶尔丹有功，特恩优授三等轻车都尉世职，官至内大臣。镶黄旗殷达浑为萨璧图之裔，任前锋校从征云南等处有功，授云骑尉，后征湖广在岩山岭阵亡，赠骑都尉世职；世居长白山的正白旗包衣阿塔同为萨璧图之裔，其元孙来保历任刑部尚书兼内务府总管。孝淑睿皇后、盛京将军庆裕、军机大臣裕禄、东阁大学士裕德、两广总督裕宽等皆为该支后裔。镶蓝旗布尔海为叶成额之裔，其元孙穆和伦任户部尚书，迈柱官至武英殿大学士兼吏部尚书。此外，昂果都理巴颜六世孙汉楚哈任骁骑校，从征云南有功，优授骑都尉世职；海绶任护军校从征准噶尔阵亡，赠云骑尉世职；萨克察从征山东梯攻寿光县首先登城，赐巴图鲁号，授骑都尉，入山海关击败农民军有功加一云骑尉世职。七世孙吴海任护军校从征准噶尔阵亡，赠云骑尉世职。

### 其他
史籍中还记载了其他未注明为昂果都理巴颜后裔的喜塔腊氏世家。镶蓝旗艾苏，原籍不详，任护军校三藩之乱期间从征察哈尔、云南均有功，优授骑都尉兼一云骑尉世职。镶黄旗爱图喀世居瓦尔喀蜚悠，其孙穆臣任委署护军校，三藩之乱期间从征湖广、云南有功，授云骑尉世职。正白旗图雅齐世居长白山，其孙布思泰任防御，从征浙江于舟山阵亡，赠云骑尉世职。镶白旗岳罗世居董鄂，其孙阿尔荪任八品官，从征江西、湖广、广东，于茅峰山阵亡，赠云骑尉世职。

## 近现代名人
京剧奚派的开创者奚啸伯为喜塔腊氏，其祖父即清末东阁大学士裕德。